# لی جوئه (سلسله هان)
لی جوئه ( ) (درگذشت مه یا ژوئن ۱۹۸  )،با نام محترم ژیران ، ژنرال نظامی، سیاستمدار و جنگ سالار چینی بود که در زمان سلسله اواخر خاندان هان شرقی در چین تحت فرمانروایی جنگ سالار دونگ ژو خدمت می کرد. او بعداً پس از کشته شدن دونگ ژو در یک کودتا ، جانشین دونگ ژئو به عنوان رهبر جناح استان لیانگ شد و توانست پایتخت امپراتوری هان چانگان را تصرف کند و امپراتور شیان را به عنوان گروگان نگه دارد. او علیرغم اینکه در امور نظامی مهارت داشت، در سیاست ناتوان بود، با ژنرال‌های هم‌کارش نزاع می‌کرد و تصمیم بدی می‌گرفت تا امپراتور شیان را فراری دهد، قدرت او را به شدت کاهش داد و سقوط او را تسریع کرد.